# Hệ thống xe buýt Phnôm Pênh

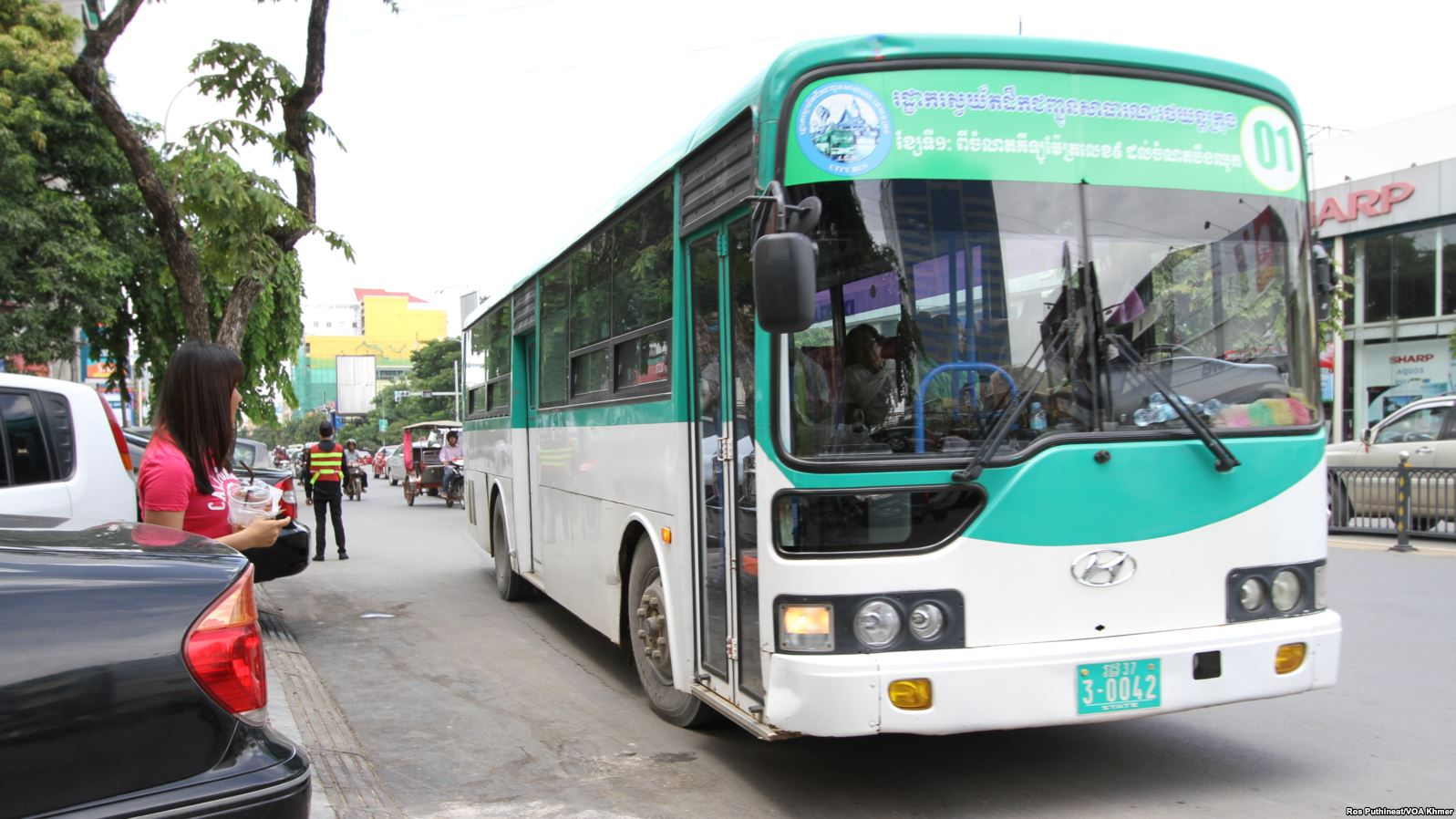
Một bé gái đang chờ xe bus tại điểm đón trên Đại lộ Monivong, 2015.

Hệ thống xe buýt đô thị Phnôm Pênh là một hệ thống giao thông công cộng phục vụ cho thành phố Phnôm Pênh, thủ đô của Campuchia. Hệ thống đi vào hoạt động vào tháng 9 năm 2014, vận chuyển hành khách qua lại từ Phnôm Pênh đến Ta Khmao và Chbar Ampov. Các tuyến xe buýt khác sẽ được xây dựng thêm vào trong vài năm tới, vào năm 2015, có 3 tuyến chạy trong thành phố và đây cũng là hệ thống giao thông công cộng đầu tiền của Campuchia

## Lịch sử
Hệ thống được quản lý bởi chính quyền Phnôm Pênh, và trước đây được tài trợ bởi Cơ quan hợp tác Quốc tế Nhật Bản. Vé phổ thông cho tất cả các tuyến xe buýt là KHR1500 mỗi chuyến đi bất kể khoảng cách. Sinh viên và khách du lịch được miễn vé.

## Các tuyến hoạt động

Hệ thống xe buýt ở Phnôm Pênh

### Tuyến số 1
Tuyến số 1 là tuyến đầu tiên được thành lập như là một phần của hệ thống xe buýt công cộng tốc độ cao (BRT) của Phnôm Pênh
Tuyến số 1 chạy theo hướng Bắc - Nam theo Đại lộ Monivong, đi vòng quanh Wat Phnom (trạm 21), các Chợ Trung Tâm (trạm 30) - Chợ Sorya, gần Bảo tàng diệt chủng Tuol Sleng (Trạm 41),  Sân vận động Olympic (trạm 37) và Vương cung Campuchia, Bảo tàng Quốc gia (trạm 35).

### Tuyến số 02
Tuyến số 2 (Tuyến B) chạy về phía Tây thành phố theo Đại Lộ Mao Trạch Đông (Mao Tse Tung), đi đến thành phố Ta Khmao, tỉnh lỵ của tỉnh Kandal. Tuyến số 2 đến điểm cuối tại Chợ đêm trên Bến Sisowath. Tuyến này sẽ không chạy đến Cánh đồng chết Choeung Ek như một vài hướng dẫn trên mạng internet. Nếu bạn muốn đến cánh đồng chết, lái xe sẽ khuyên bạn không nên lên xe.

### Tuyến số 03
Tuyến số 3 đi theo hướn Đông - Tây theo Đại lộ Liên Bang Nga, dừng lại ở Sân bay quốc tế Phnôm Pênh. Trạm cuối của tuyến 03 cũng nằm ở Chợ Đêm ở Bến Sisowath.